# 卡蒂古达
卡蒂古达（Khatiguda），是印度奥里萨邦Nabarangapur县的一个城镇。总人口6398（2001年）。

## 人口
该地2001年总人口6398人，其中男性3300人，女性3098人；0—6岁人口792人，其中男399人，女393人；识字率70.05%，其中男性为78.48%，女性为61.07%。